# Ellopostoma mystax
Ellopostoma mystax är en fiskart som beskrevs av Tan och Lim 2002. Ellopostoma mystax ingår i släktet Ellopostoma och familjen grönlingsfiskar. IUCN kategoriserar arten globalt som starkt hotad. Inga underarter finns listade i Catalogue of Life.